# Кейсі Кейдж
Кассандра "Кессі" Карлтон "Кейдж" (англ. Cassie Cage) - персонаж серії Mortal Kombat, який дебютував в десятій серії файтинг, Mortal Kombat X.

## Біографія
Кассандрі Карлтон Кейдж - дочці Джонні Кейджа і Соні Блейд, потрібно виправдати великі надії... Її батьки були серед небагатьох бійців, які вижили в війнах проти Зовнішнього світу та Пекла, і зіграли важливу роль в перемогах Земного Царства. Кессі - сильна волею, та іноді гаряча на голову як її мати; і також дотепна як її улюблений тато, що робить її популярною в частині Загін особливого призначення. Але ці риси характеру приховують насіння невпевненості в собі, яке культивується вимогливою натурою її командувача офіцера: лейтенанта Соні Блейд.